# 항문암
항문암(Anal Cancer)은 항문에서 발생하는 암이다. 항문암의 증상으로는 항문의 출혈 또는 항문 근처에 덩어리가 잡힐 수 있다. 다른 증상으로는 통증, 가려움증 또는 항문 분비물이 있다. 배변에 변화가 생길 수도 있다.
항문암의 위험 요인은 인간 유두종바이러스(HPV), 후천성면역결핍증후군, 수용적 항문 성교, 흡연, 많은 성적 파트너를 가질 때 발생한다. 항문암은 일반적으로 편평상피세포 암이다. 다른 유형으로는 선암종, 소세포암종, 흑색종이 있다. 신체검사를 통해 진단하고 항문암이 의심되면 조직 생검으로 확인한다.
항문암의 예방법에는 위험 요인 제거 및 HPV 백신 접종이 있다. 표준 치료에는 방사선요법, 화학요법, 수술이 포함된다. 항문암의 발병은 일반적으로 45세 이후이다. 여성이 남성보다 더 자주 항문암에 영향을 받는다.

## 징후 및 증상

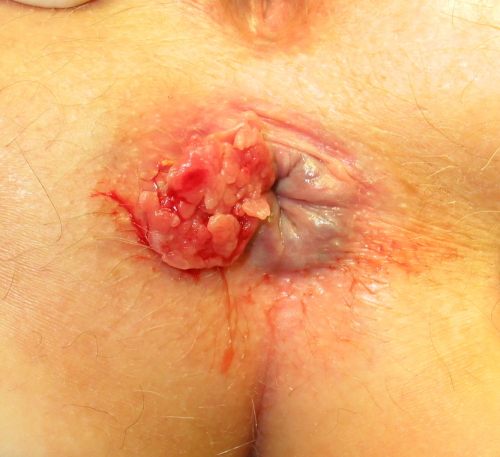
항문암

항문암의 증상에는 항문이나 직장의 통증이나 압박, 배변 습관의 변화, 항문 근처의 덩어리, 직장 출혈, 가려움증 또는 분비물이 포함된다. 출혈이 심할 수 있다.

## 위험 요인
- 인간 유두종바이러스 : 덴마크와 스웨덴의 환자에서 편평상피세포 암종 종양 조직을 검사한 결과, 높은 비율의 항문암이 HPV 검사에 대해 양성인 것으로 나타났다.[7] 다른 연구에서는 고위험 유형의 HPV, 특히 HPV-16이 검사된 항문암 표본의 84%에서 양성으로 나타났다.[8] 덴마크와 스웨덴의 연구에 따르면 Parkin은 항문암의 90%가 HPV에 기인한다고 추정했다.[9]
- 성행위 : HPV에 노출될 위험이 높아져 여러 명의 성적 파트너와 수용적 항문 성교를 하면 남성과 여성에게 항문암이 발생할 가능성이 크게 증가한다.[10][11][12]
- 흡연 : 흡연자는 비흡연자에 비해 항문암에 걸릴 확률이 몇 배 더 높다. 전염병 학자인 자넷 달링 박사(Fred Hutchinson 's Public Health Sciences Division)와 그녀의 팀은 흡연이 성행위와 같은 다른 행동 위험 요소와 무관한 항문암 발달에 중요한 역할을 하는 것으로 나타났다. 연구 당시, 항문암 환자의 절반 이상이 대조군에서 약 23%의 흡연율과 비교하여 진단 당시에는 흡연자였다. 달링 박사는 “현재 흡연은 이 질병의 매우 중요한 시발점”, "남여에 관계없이 현재 흡연자인 경우 위험이 4배 증가한다." 이라고 말했다. 또 다른 가능성은 흡연이 면역계를 억제하여 신체가 지속적인 감염이나 비정상적인 세포를 제거하는 능력을 감소시킬 수 있다는 것이다.
- 면역 억제, 종종 인간면역결핍 바이러스 감염과 관련이 있다.
- 양성 항문 병변이 나타난다.[13][14]
- 자궁경부암, 질암 또는 외음부 암의 병력이 존재한다.[15]

## 병리학
대부분의 항문암은 편평상피세포 암종 (표피 암종)이며, 이는 편평상 피부 교차점 근처에서 발생한다.

다른 유형의 항문암은 선암종, 림프종, 육종 또는 흑색종이다. 

항문암 1기
항문암 2기
항문암 3기
항문암 4기

### 단계
항문암종의 병리학적 TNM 단계이다.
원발성 종양(pT)
- TX : 원발성 종양이 평가되지 않는다.
- T0 : 원발성 종양의 증거가 없다.
- Tis : 편평상피 내 병변이 보인다.
- T1 : 종양의 크기가 2 cm 이하이다.
- T2 : 종양의 크기가 2 cm 초과이지만 5 cm 이하이다.
- T3 : 종양의 크기가 5 cm 초과이다.
- T4 : 질, 요도 또는 방광과 같은 인접한 기관을 침범하는 모든 크기의 종양이다.

국소 림프절(pN)
- NX : 국소 림프절에서 평가되지 않는다.
- N0 : 국소 림프절 전이가 없다.
- N1 : 사타구니, 중배엽, 내부 장골 또는 외부 장골 마디로의 전이가 보인다.
  - N1a : 사타구니, 중직근 또는 내부 장골 마비의 전이가 보인다.
  - N1b : 외부 장골 림프절의 전이가 보인다.
  - N1c : N1a절이 있는 외부 장골의 전이가 보인다.

원거리 전이(pM)
- M0 : 전이가 없다.
- M1 : 원거리 전이가 되었다.

## 예방
대부분은 아니지만 대부분의 항문암은 인간 유두종바이러스 감염으로 인해 발생하며, 인간 유두종 바이러스에 노출되기 전의 HPV 백신은 일부 바이러스 변종에 의한 감염을 예방하고, 잠재적 암종 병변의 발생률을 감소시키는 것으로 나타났기 때문에, 과학자들은 HPV 예방 접종은 항문암 발병률을 감소시킬 수 있다고 예상한다.
2010년에 가다실(Gardasil)은 미국에서 9세에서 26세 사이의 남성과 여성의 항문암 및 전암성 병변을 예방할 수 있도록 승인되었다. 이 백신은 자궁 경부, 외음부 및 질암 및 여성의 HPV 유형 6, 11, 16, 18로 인한 병변을 예방하는 데 사용되었다.

## 선별
자궁경부암 검진에 사용된 것과 유사한 항문 Pap 도말이 고위험군에서 항문암의 조기 발견을 위해 연구되었다. 2011년, HIV 클리닉은 HIV 양성 남성의 항문암 검진에 대한 접근성을 향상시키는 프로그램을 시행했다.

## 치료

### 국소 질환
국소화 된 질환(암종) 및 전구체 상태, 항문 상피 내 신생물(항문 이형성증 또는 AIN)은 적외선 광 응고와 같은 최소 침습적 방법으로 절제 할 수 있다.
이전에는 항문암이 수술로 치료되었고 초기 단계의 질병(즉, 사타구니 림프절로 전이하지 않는 항문의 국소 암)에서 수술이 좋은 치료법이다. 수술의 어려움은 수반되는 변실금과 함께 내부 및 외부 항문 괄약근을 제거해야한다는 것이었다. 이런 이유로 많은 항문암 환자들은 영구적인 결장염에 영향을 받았다.
현재 표준 치료법은 화학요법 및 방사선 치료법으로 수술의 필요성을 줄인다. 이 복합 양식 접근법은 온전한 항문 괄약근의 보존을 증가시켰고, 최종 치료 후 삶의 질을 향상시켰다. 생존율과 치료율은 우수하다. 일부 환자는 화학 요법과 방사선 요법을 병행한 후 대 변실금이 존재했다. 화학 요법 및 방사선 치료 후 질병 퇴행을 기록하는 생검이 일반적으로 권장되지만 더 이상 빈번하지는 않는다. 현재 화학 요법은 방사선과 동시에 주어진 볼러스미토마이신과 함께 4일에 걸친 연속 주입 5-FU로 구성된다. 전이성 항문암에는 5-FU와 시스플라틴이 권장된다.